# 期权定价
期权定价（Option Valuation），期权价值的两个基本构成要素是：内含价值和时间价值。

## 内含价值
内含价值，也称内在价值，是期权持有人因通过行权获得股票而不是直接购买股票而实现的收益。例如，允许雇员以每股￥100的价格购买价格￥300股票的期权，每份期权的内含价值为￥200。规定行权价等于或者超过股票市价的期权，其内含价值为0。

## 时间价值
- 是指在期权有效期内，标的资产价格波动为期权持有者带来收益的可能性所隐含的价值。
- 期权具有时间价值的原因是[1]，

1. 期权持有人在行权以前不必支付行权价款。
2. 随着时间的推移，股票市价可能升高，从而产生额外的内含价值。只要在到期前，所有期权都具有时间价值。在风险系数等其他条件相同时，距到期时间越长，时间价值越大。

时间价值根据其形成原因两个构成要素：货币时间价值和波动价值。比如在到期前，上面描述的内含价值为￥200的期权可能其公允价值为280。差额￥80代表了期权的时间价值。

### 货币的时间价值
- 期权持有人在等待行权的时候，可以先把资金投向其他的地方。比如美國短期國庫券（T-bills）的回报率。货币的时间价值越高，能够推迟支付行权价的价值也就越高。

### 波动价值
- 波动价值代表了期权持有者从期权对应股票的市价增值中获得利润，或者同时最多损失期权价值而不是损失股票的全部市价的可能性。例如：股票的波动是指以前的或者是预计未来股票价格波动的金额。一般来说，股票的波动性越大，潜在收益就越大，即风险奖励(risk reward)。股票的波动通常是按照统计分布的标准差计量的。从统计角度看，如果预计第年的波动为25%，年末股价将会比年初股价上下变动25%的可能性大约为67%。也就是说，年末股价变动超出这个范围的可能性大约为33%。

期权定价模型通过考虑预计股价的波动来假设未来股价的统计分布，由此估计未来股价的各种可能性。比如布莱克-斯科尔斯模型会假设股价服从对数正态分布。该假设认为股价的小幅波动比大幅波动可能性更大。股票波动性越大，市价具有较大增加幅度的可能性越高。因为大幅下跌的成本受到股票期权现行价值的限制，但股价大幅上升带来的利润却是无限的。大幅波动的股票上的期权比波动小的股票上的期权更可能带来更大的利润。

## 延伸阅读
- 杜丽强、孙丽影 等（译）. . 中国人民大学出版社. 2006. ISBN 7-300-07138-4.